# 田無神社
田無神社（たなしじんじゃ）は、東京都西東京市田無町三丁目にある神社。

## 由緒
田無神社の創建は、鎌倉時代後期の正応年間（1288年 – 1293年）と伝わり、同社は田無北部の谷戸の宮山に鎮座し、尉殿大権現（じょうどのだいごんげん）と呼ばれ、級津彦命（しなつひこのみこと）・級戸辺命（ しなとべのみこと）を祀る。
江戸時代初期、徳川家康が江戸幕府を開くにあたり、城や町の建造のために大量の石灰を必要とした。家康は、石灰を青梅の地に求め、青梅街道を開いたが、その際、肥沃な谷戸の住人が南の青梅街道沿いに移住し、宿場町・田無を造営した。この動きの中で、1622年（元和8年）、宮山に鎮座する尉殿大権現が上保谷に分祀され、1646年（正保3年）、宮山から田無（現在地）に分祀され、1670年（寛文10年）、宮山に残っていた尉殿大権現の本宮が田無に遷された。
1872年（明治5年）、尉殿大権現は熊野神社、八幡神社を合祀、田無神社と社名を改めた。その際、主祭神・大国主命をお祀りする。明治43年（1910）に町内の5つの小社を合祀する。この5社は、上向台鎮座の八衢比古神（ヤチマタヒコノカミ）・八衢比売神（ヤチマタヒメノカミ）を主祭神とする八幡神社、下向台鎮座の須佐之男命（スサノオノミコト）を主祭神とする八坂神社、北芝久保鎮座の倉稲魂命（ウカノミタマノミコト）を主祭神とする稲荷神社、上宿鎮座の應神天皇（オウジンテンノウ）を主祭神とする八幡神社、谷戸に鎮座する猿田彦命（サルタヒコノミコト）を主祭神にする熊野神社（通称オクマン様）である。

## 歴史
- 年代不詳 – 1288年–1293年（正応年間）、谷戸の宮山に鎮座し、尉殿権現を創建した。
- 1622年（元和8年）–尉殿権現を上保谷に分祀した。
- 1646年（正保3年）–尉殿権現を宮山から田無に分祀した。※諸説あり
- 1670年（寛文10年）–宮山の尉殿権現の本宮を田無に遷座した。
- 1827年（文政10年）–賀陽玄雪により供養塔が奉納される。
- 1845年（弘化2年）–名主の下田半兵衛富宅が石盥を奉納した。
- 1857年（安政4年）–境内東の鳥居横に佇む燈籠が築かれた。
- 1858年（安政5年）–現在の本殿が竣工した。棟梁は多摩石畑村の鈴木内匠、脇棟梁同玉吉、彫工として江戸浅草平右衛門町の嶋村源蔵が手がけた。
- 1872年（明治5年）–明治政府の「神仏分離」政策により、明治5年（1872）に田無神社と社名を改め、級津彦命・級戸辺命、大国主命を主祭神として祀る。賀陽濟（玄順）が初代社掌（宮司）に任ぜられた。
- 1875年（明治8年）–拝殿が地元大工髙橋金左衛門、中村儀右衛門、尾林勘次郎により完成する。
- 1880年（明治13年）–拝殿再建工事が行われた。
- 1895年（明治28年）–一の鳥居が氏子らの奉納により、建立された。
- 1907年（明治40年）–日露戦役記念碑が日露戦争での戦勝を記念し、教育者である刑部真琴によって建立された。文字は日露戦争の際に元帥陸軍大将として満州軍総司令官を務めた大山巌による揮毫。
- 1910年（明治43年）–神仏分離令に従い、町内の5つの小社を合祀した。
- 1918年（大正7年）–田無神社に鎮座する最も大きい狛犬が寄進された。
- 1935年（昭和10年）–参集殿が完成する。
- 1940年（昭和15年）–田無神社社号碑が、戦前に陸軍大臣、陸軍大将、文部大臣を歴任し、戦後GHQ（連合国軍最高司令官総司令部）によりA級戦犯として終身禁固刑に処せられた荒木貞夫の揮毫により、皇紀2600年を記念して建立された。
- 1965年（昭和40年）–参集殿中庭にある石挽臼が下田家の大水車小屋を解体する際に神社に奉納された。
- 1970年（昭和45年）–北参道の鳥居が氏子らの奉納により建立された。
- 1972年（昭和47年）–本殿を覆う覆殿が完成した。
- 1982年（昭和57年）–遷座300年記念奉告祭が斎行された。
- 1993年（平成5年）–横綱大鵬により田無神社五穀豊穣祭を記念した土俵が境内につくられた。その際に、大鵬、大鵬部屋による土俵開きの神事が斎行された。2000年（平成12年）に還暦を迎えたことを機に、大鵬は本土俵を「大鵬」と命銘した。その後、須藤石材社長須藤貞夫が記念碑として大鵬石碑を奉納し、2002年（平成14年）4月7日に除幕式が行われた。
- 2000年（平成12年）–本殿・拝殿が東京都指定文化財（建造物）に指定された。
- 2004年（平成16年）–参集殿が国登録有形文化財（建造物）に登録された。
- 2006年（平成18年）–氏子崇敬者から奉納を募り、拝殿屋根葺き替え工事が行われた。
- 2011年（平成23年）– 東日本大震災により、参道の二之鳥居と西側の鳥居が倒壊、本殿の基壇のずれ、拝殿と覆殿の屋根の一部損壊、拝殿と幣殿の彫刻の破損などの被害を受けた。
- 2016年（平成28年）– 東日本大震災の影響で倒壊した西参道鳥居が災害に耐えられるよう冠木門として再建された。
- 2018年（平成30年）–特に景観上重要な歴史的建造物等（東京都景観条例）に選定された。
- 2018年（平成30年）–田無用水の風景を蘇らせ、地域の生態系を保護し促進する目的で、田無神社境内に水辺のビオトープが創出された。多様な生物の復活を期待し、生物の生息環境を人工的に造ったのである。
- 2020年（令和2年）–田無神社御遷座350年大祭が10月10日（土）宵宮、10月11日（日）本宮として斎行された。手水舍は嶋村俊表が安政5年（1858年）に、田無神社本殿を手がけた際に、合わせて建築した作品だと伝わる。遷座350年の佳節を機に、過去に樹木の枝が落下し屋根の銅板に損傷を受け、また経年劣化の進んでいる手水舎の大規模な改修工事が行われた。

## 祭神
- 大国主命（おおくに ぬし の みこと）
- 尉殿大権現（じょうどのだいごんげん） – 金龍として、級津彦命(しなつひこのみこと）・級戸辺命(しなとべのみこと）
- 須佐之男命（すさのお の みこと）
- 猿田彦命（さるたひこ の みこと）
- 八街比古命（やちまたひこ の みこと） – 八衢比古
- 八街比売命（やちまたひめ の みこと） – 八衢比賣
- 日本武尊命（やまとたける の みこと）
- 大鳥大神（おおとり の おおかみ）
- 応神天皇（おうじんてんのう）／八幡神[2]
- 倉稲魂命（うかのみたまのみこと）

### 境内社
- 白龍
- 黒龍
- 赤龍
- 青龍
- 恵比寿・大黒社
- 津島神社
- 煩大人社
- 鹽竈社
- 道祖神
- 弁天社
- 少彦名社
- 野分初稲荷神社
- 賀陽家屋敷稲荷神社

### 兼務社
- 尉殿神社
- 下保谷天神社
- 阿波洲神社

## 文化財

### 登録有形文化財（建造物）
田無神社参集殿 – 2004年（平成16年）7月23日登録
1935年（昭和10年）建築：木造平屋建、瓦葺、建築面積：122m2。
二之鳥居の西に、参道を介して社務所と向かい合って建つ。玄関は式台構とし、取次の間の北側に座敷が東西に三室並ぶ。床の間を神殿に見立てた上座敷の意匠、透彫の欄間、磨き丸太の縁桁等を特徴とする近代和風建築である。設計は内務省関連の建築家と伝える。

### 東京都指定文化財（建造物）
田無神社本殿・拝殿 –2000年（平成12年）3月6日指定
本殿
一間社入母屋造向拝付、正背面千鳥破風付、向拝軒唐破風付、南面平入、銅板葺、覆屋付。1858年（安政5年）、大工鈴木内匠と彫工鈴木俊表が建築。
拝殿
桁行3間、梁間4間、入母屋造、向拝付、正面千鳥破風付、南面平入、銅板葺。1875年（明治8年）に地元の大工が建築。
棟札
2枚 – 元禄七年甲戌夏四月の年記があるもの、宝暦三年癸酉八月の年記があるもの。
田無神社本殿の彫刻
嶋村俊表（しまむら しゅんぴょう）
嶋村俊表は、左甚五郎を祖とする、嶋村俊元に始まる嶋村家の八代目で、二代目・嶋村円鉄は成田山新勝寺光明堂（1701年、国重要文化財）、同・三重塔（1712年、国重要文化財）の彫刻を手がけている。嶋村家は代々、彫物大工を継承する家柄で名工を輩出してきた。俊表は、川越氷川神社本殿（1842年から関与、埼玉県指定文化財）、成田山新勝寺釈迦堂（1857年、国重要文化財）を手がけている。田無神社本殿は俊表の代表作である。

### 西東京市指定文化財
獅子頭
獅子頭は（雄獅子・雌獅子）神前に奉納する神楽に用いられた。金箔で仕上げられているこの獅子頭は西東京市の文化財に指定されている。嘉永3年（1850）に製作され、その後元治元年（1864）に修復されている。獅子頭は毎年、田無村上宿と下宿が神楽を競い合い、作物の豊凶を占ったと言われている。その後、輦台神輿と共に雨乞い神輿として信仰されている。獅子頭を乗せた輦台神輿は二基あるが、両方担ぐと、雄と雌で喧嘩をするということから、どちらか片方を担ぐことになったといわれる。明治政府の神仏分離令により獅子頭が西光寺（現総持寺）に移されるが、その後田無神社に戻ってくる。境内に神輿庫が出来るまでは、田無神社拝殿の左側納戸に納められていた。いつ頃までこの神輿が担がれていたのかは、大正時代まで輦台神輿が担がれていたと書かれている文献や、戦後に神輿渡御を見たという方もいて、正確なことはわかっていない。

### 西東京市天然記念物
ご神木銀杏
社殿向かって左の銀杏の御神木は西東京市指定文化財（市指定天然記念物）である。高さ約18メートル、幹回りは3メートルを越える雄の大木である（令和4年現在）。イチョウは落葉樹で、裸子植物の一種であり、雌の木にはギンナンの実がなる。この御神木は西光寺（現總持寺）住職の恵亮と田無村名主下田半兵衛が西光寺の本堂建て替えの際に、西光寺境内の欅と共に記念樹木として植えたと伝わる。この説が正しいとすると、西光寺の本堂建て替えは嘉永3年なので、樹齢172年（2022年現在）となる。

## 祭典と祭事
1月 – 
- 歳旦祭: 1月1日の午前10時より、氏子総代・世話人、来賓ら参列の下、社殿で歳旦祭が斎行された後、直会式が参集殿において開かれる。宮司はその後、正午に尉殿神社、午後1時に天神社、午後2時に阿波洲神社で歳旦祭を奉仕する。

2月 –
- 節分祭：春を迎えたことを感謝し、豆まきをして災いを祓い、福を授かる祭り。
- 祈年祭：2月17日午前9時に社殿で執り行われる。お米、穀物の豊穣を祈念する。尉殿神社では2月17日の午後1時、天神社では2月17日の午後2時、阿波洲神社では2月18日の2時に祈年祭が斎行される。
- 初午祭：初野分稲荷神社（やぶそめいなり）の祭り。二月初午の日は野分初稲荷神社、賀陽家屋敷稲荷神社の例祭日である。 野分初稲荷神社社殿前で初午祭が斎行された後、場所を移し、賀陽家屋敷稲荷神社前で祭典が行われる。
- 紀元祭：2月11日午前9時に紀元祭が社殿で斎行される。

4月 –
- 五穀豊穣春祭り
- 雹祭

以前まで、五穀豊穣祈願祭は4月22日に、雹祭は5月1日に執り行われていた。現在、この二つのお祭りは、「五穀豊穣春祭・雹祭」と名前を変え、4月の総代会で決められた日を祭日とする。祭典では、宮司が五穀豊穣祭祝詞と氷雨祭祝詞を奏上する。
5月 –
- わんぱく相撲：大鵬土俵で開かれる。

6月 –
- 三社祭：塩窯神社、煩大人神社、本土俵（国常立命）の祭り。
- 夏越の大祓及び鎮火祭：半年に一度の罪穢れを祓うために、神職が先導し、氏子・崇敬者と共に茅の輪くぐりの神事を行う。その後、焚上場に斎場を移し、鎮火祭の神事が執り行われる。
- 御田植祭：6月初旬に龍神池において御田植祭が斎行される。御田植祭は稲作の手順を儀礼化した古くから伝わる神事である。

7月 –
- 津島神社祭礼：7月第2週の日曜日は津島神社の祭礼である。
- 七夕てるてるトンネル：色とりどりのてるてる坊主が飾りつけられた「七夕てるてるトンネル」は6月中旬から7月中旬まで、田無神社境内に設置される。2014年（平成26年）から2028年（平成30年）までは笹のトンネルを境内に設置していたが、2019年（令和元年）より、この時期が梅雨にあたることからトンネルにてるてる坊主が飾り付けられようになった。

8月 –
- 戦没者慰霊祭：日露戦争戦役記念碑の前で、氏子・崇敬者参列の下、英霊や戦争を経験され戦後を生き抜いた先人たちへ感謝の玉串を捧げる。
- お人形感謝祭：8月第1週の日曜日に、御神木の前に設置された臨時斎場で執り行われる。氏子・崇敬者から、ひな人形・5月人形・こけし・羽子板・ぬいぐるみなどを預かる。氏子・崇敬者参列の下、人形へ感謝の祝詞を捧げ、祓い清め、玉串を捧げて祈る。

9月 –
- 抜穂祭：9月末に龍神池で栽培した稲を収穫する抜穂祭が社殿で行われる。

10月 –
- 例大祭：第2日曜日とその前日、神々に感謝し、心願を祈念する大きな祭り。神輿が出て、境内で露天、催しを楽しむ。
- 神嘗奉祝祭：毎年10月17日に天照大神に新穀を奉る神嘗祭が斎行される。全国の神社で行われる「神嘗奉祝祭」は、伊勢神宮で行われる「神嘗祭」を奉祝し、今年の豊かな実りに感謝し、国の平穏と国民の安寧を祈念する。

11月 –
- 七五三：男子5歳、女子3歳、7歳は節目の年。立派に育つよう神々に祈念する。
- 大酉祭：家内安全・商売繁盛を祈念し、熊手市が行われる。露店や催しも楽しむ。 東京都文化財ウィーク開催期間でもあり、夕刻に本殿を特別拝観できる。
- 新嘗祭：毎年11月23日には天皇がその年の新穀を神々に親供する新嘗祭が、宮中の神嘉殿にて行われる。それに伴い、日本各地の神社が11月23日に新嘗祭を斎行する。田無神社では新嘗祭は昭和末期まで、新穀感謝祭と呼んでいた。田無神社では11月23日の午前10時に、祭典が斎行される。その後、午後1時に尉殿神社で、午後2時に天神社と阿波洲神社で新嘗祭が斎行される。

12月 –
- 年越大祓：1年の厄祓いをする。
- 除夜祭：12月31日の午後11時より、社殿において除夜祭が斎行される。
- 祈雨祭（天気祭）※特殊神事
- 日供祭：朝拝として午前8時、夕拝として午後4時に社殿で行われる。田無神社の祭神に米・酒・塩などを供え、日々の感謝とその日1日が平穏無事であること、皇室の弥栄と国の繁栄を祈念し、大祓詞を奏上する。その後、日供祭祝詞を奏上する。社殿が祓い清められる。祭儀が終わると、神職は境内の摂社・末社を周り、順に拝礼を行う。
- 月次祭：毎月1日、15日に執り行われる月次祭は、皇室の弥栄、国家の隆昌、氏子・崇敬者の健康と多幸を祈念する。昭和末期まで、1日、15日に加え、毎月28日にも月次祭が斎行されていた。平成28年より、毎月1日の月次祭に限り、氏子・崇敬者の祭儀の参列を許可することとなった。

## ギャラリー
- 一之鳥居（2015年12月撮影）
- 参道から鳥居と拝殿を見る（2009年4月撮影）
- 参道から拝殿を見る（2009年4月撮影）
- 拝殿の彫り物（2009年4月撮影）
- 拝殿の彫り物（2009年4月撮影）
- 例大祭（2022年10月撮影）
- 七夕てるてるトンネル（2024年七月撮影）
- 七夕てるてるトンネル（2024年七月撮影）

## 交通
鉄道
- 西武新宿線 – 田無駅北口より徒歩6分。

路線バス
- JR中央線 – 武蔵境駅北口よりひばりヶ丘駅行きで田無駅下車徒歩6分。吉祥寺駅より花小金井行きで田無三丁目下車徒歩0分。三鷹駅より北裏、田無橋場行きで田無三丁目下車徒歩0分。
- 西武池袋線 – ひばりヶ丘駅より武蔵境駅行き・田無駅行きで田無駅下車徒歩6分。

駐車場
- 都道4号線より神社北側に駐車場入口。